# Jean-Pierre Lieussou
Jean-Pierre Hippolyte Aristide Lieussou est un ingénieur hydrographe de la marine français né à Fanjeaux le 19 juin 1815 et mort à Paris, le 6 janvier 1858.

## Biographie
Jean-Pierre Lieussou est le fils de Jean Lieussou, notaire, et de Jeanne Paule Etienne de Capella. Il est élève de l'Abbaye-école de Sorèze entre 1830 et 1833.
Il entre à l'École polytechnique en novembre 1834, puis devient élève ingénieur hydrographe en décembre 1836. Il est alors nommé à la mission des côtes de France dirigée par Charles-François Beautemps-Beaupré avant de travailler, de 1837 à 1843, à l'hydrographie des rives bretonnes sur la Pintade. 
Sous-ingénieur hydrographe (janvier 1839), il est promu ingénieur en juin 1840 et sert en tant que secrétaire de la Commission nautique en Algérie (1843) avant de partir étudier le port de Sète (1846). Il travaille à la mise au net de ses recherches au dépôt des cartes et plans de la Marine de 1846 à 1853, est nommé ingénieur de 2e classe en septembre 1848 et publie en 1850 une Étude sur les ports de l'Algérie.
À partir de 1853, il effectue diverses missions à Cherbourg (1853), Lorient (1855) et de nouveau en Algérie et devient membre en 1855 de la commission internationale chargée d'étudier le projet du canal de Suez. Il y joue alors un rôle de premier plan. 
En 1856 et 1857, il prend part à des missions à Bayonne et Saint-Jean-de-Luz où il travaille aux levés de l'embouchure de l'Adour. 
Décédé à Paris le 6 janvier 1858, il est inhumé au cimetière du Père Lachaise (21e division).

## Publications
- Études sur les ports de l'Algérie, Département de la Guerre et de la Marine, imprimerie administrative de Paul Dupont, Paris, 1857 (lire en ligne)